# Schüpfen
Schüpfen é uma comuna da Suíça, localizada no Cantão de Berna, com 3.407 habitantes, de acordo com o censo de 2010 . Estende-se por uma área de 19,83 km², de densidade populacional de 172 hab/km². Confina com as seguintes comunas: Diemerswil, Grossaffoltern, Kirchlindach, Meikirch, Münchenbuchsee, Rapperswil e Seedorf.
A língua oficial desta comuna é o alemão.

## Idiomas
De acordo com o censo de 2000, a maioria da população fala alemão (94,7%), sendo o francês a segunda língua mais comum, com 1,1%, e, em terceiro lugar, o espanhol, com 0,9%.

## Referências

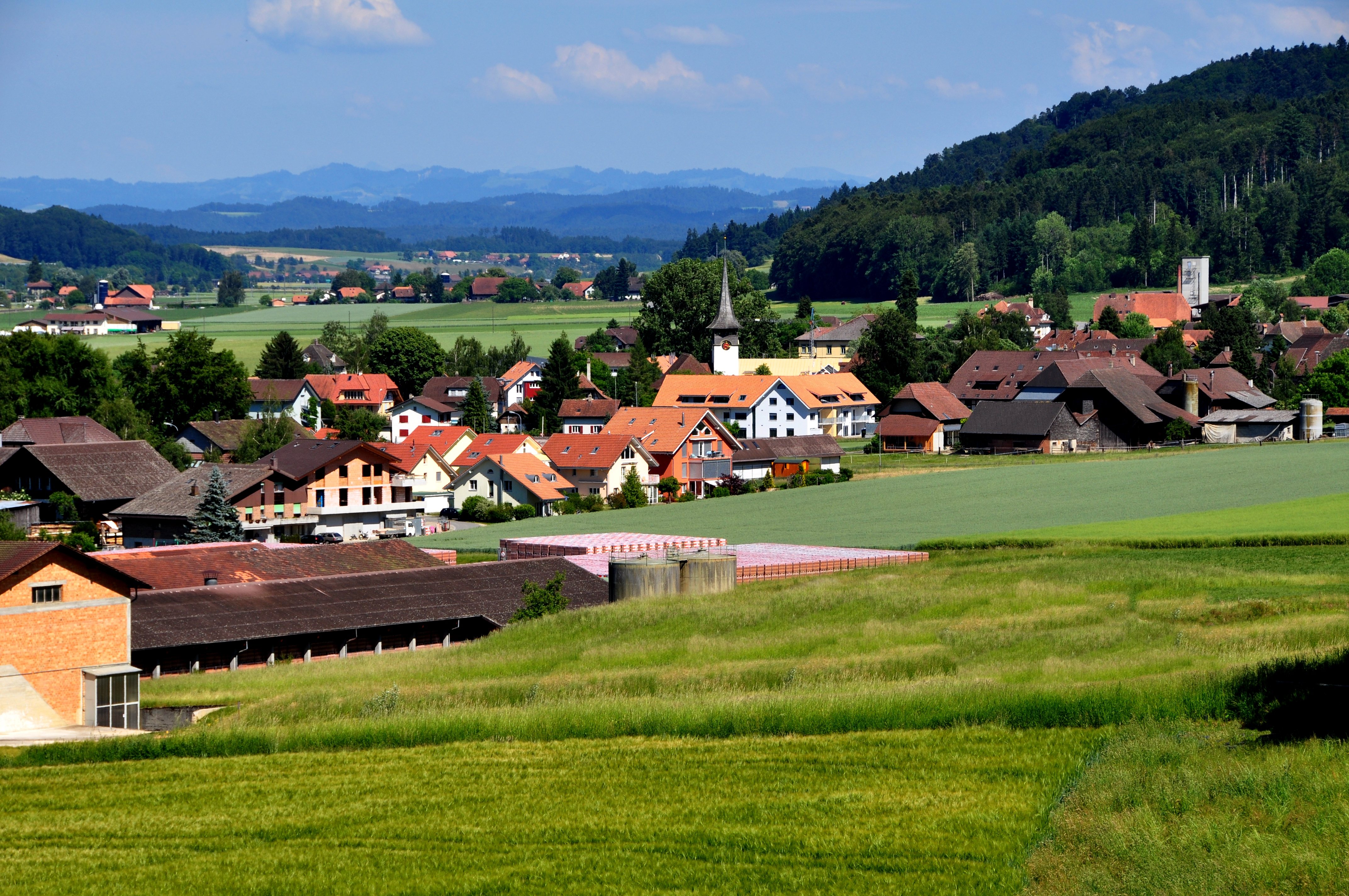
Schüpfen